# Referéndum sobre el estatus político de Bonaire de 2004
Un referéndum sobre estatus político tuvo lugar en Bonaire el 10 de septiembre de 2004. Una mayoría de electores votó por la integración a los Países Bajos.

## Antecedentes
Después de que el referéndum de 1994 aprobara el mantenimiento y la reestructuración de las Antillas Neerlandesas, el gobierno de las Antillas Neerlandesas intentó reestructurar las Antillas e intentó crear vínculos más cercanos entre las islas, como se ejemplificó con la adopción de un himno de las Antillas en 2000. Sin embargo, un nuevo referéndum en Sint Maarten, el cual estuvo a favor de un estatus político como territorio dentro de los Países Bajos, empezó una nueva serie de referéndums en las Antillas.

## Resultados
| Opción                                | Votos | %     |
| ------------------------------------- | ----- | ----- |
| Lazos directos con los Países Bajos   | 3 182 | 59,45 |
| Autonomía en el Reino de Países Bajos | 1 290 | 24,11 |
| Statu quo                             | 853   | 15,93 |
| Independencia                         | 27    | 0,51  |
| Votos en blanco/nulos                 | 106   | –     |
| Total                                 | 5 458 | 100   |
| Electores registrados/participación   | 9 557 | 57,11 |
| Fuente: Direct Democracy              |       |       |